# Trachyarus hemichneumonoides
Trachyarus hemichneumonoides är en stekelart som beskrevs av Gokhman 2007. Trachyarus hemichneumonoides ingår i släktet Trachyarus och familjen brokparasitsteklar. Inga underarter finns listade i Catalogue of Life.